# Gezeitenwelle

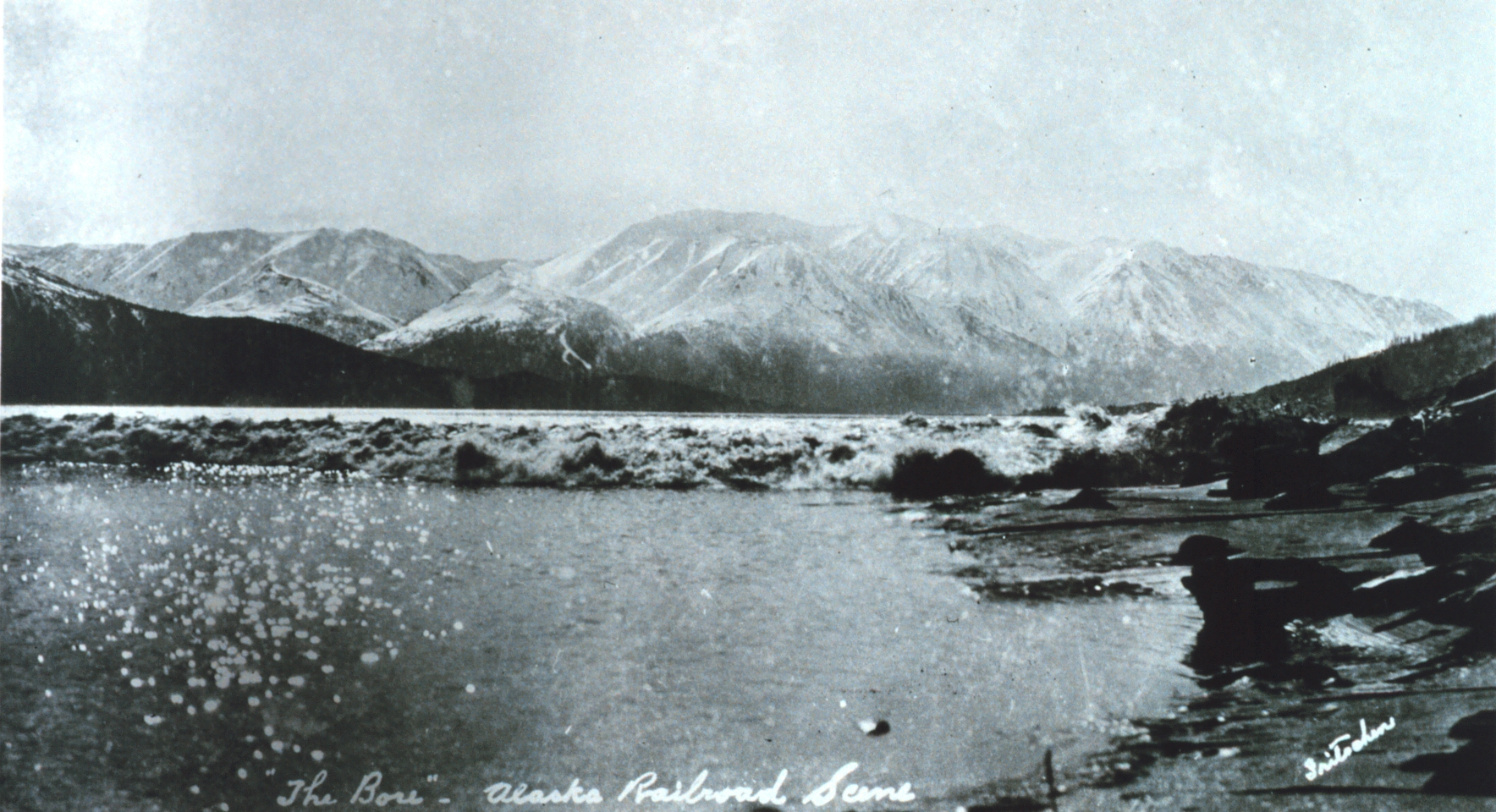
Gezeitenwelle an der oberen Cook Inlet in Alaska

Eine Gezeitenwelle ist eine Welle, die durch die Tide ausgelöst wird und sich von einer Flussmündung aus flussaufwärts bewegt. Sie findet sich an den Unterläufen praktisch aller Flüsse, die in Meere mit deutlichem Tidenhub münden. Besonders auffällig sind extreme Formen, die Stürmer oder Boren genannt werden (von englisch bore, altenglisch „bàra“ für „Welle“ oder „Dünung“). Gezeitenwellen sollten nicht mit Tsunamis verwechselt werden. (Diese werden von anderen Phänomenen ausgelöst und sind nicht an Flussmündungen gebunden.)

## Beschreibung
Bei Flut wird Wasser in einen Flusslauf hineingedrückt und es entsteht eine Welle bzw. mehrere Wellen, die entgegen der Strömungsrichtung des Flusses verlaufen und deren Wasserspiegelauslenkungen oberhalb des Ruhewasserspiegels liegen.
Die extreme Form, die Flutbrandung oder Bore, wird weltweit nur an wenigen Orten beobachtet. Sie ist auf Gebiete beschränkt, in denen der Tidenhub besonders groß ist. Bestimmte Gezeiten und Mündungsformen können ihre Entstehung begünstigen. Boren können entweder als einzelne brechende Welle auftreten oder auch von mehreren kleineren Wellen gefolgt werden. Größere Exemplare können gefährlich für die Schifffahrt sein, stellen aber auch eine Herausforderung für Surfer dar.

## Flüsse, auf denen Gezeitenwellen auftreten

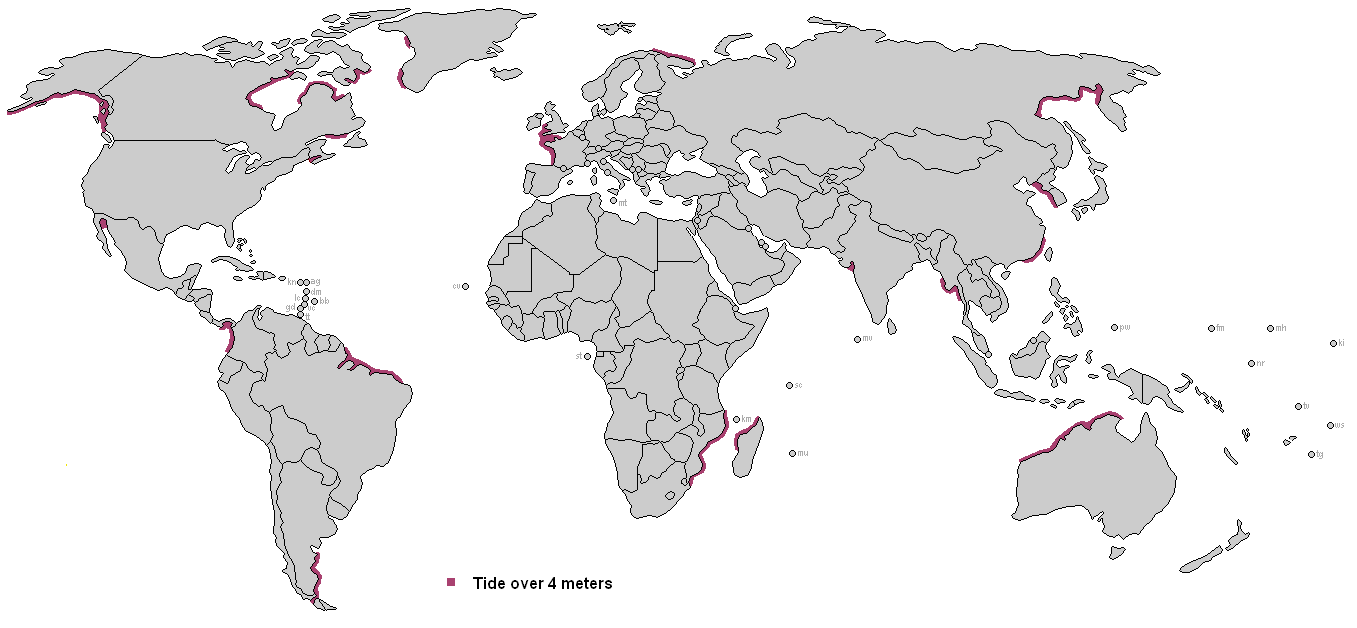
Weltkarte: Küsten mit einem Tidenhub über 4 Meter

Weltweit ist für insgesamt 67 Orte das Auftreten von Boren bekannt.

### Asien
- Brahmaputra, Bangladesch
- Kampar, Sumatra, Indonesien
- Indus, Pakistan
- Qiantang, China, wo die mit 8 bis 9 Metern weltweit größte Gezeitenwelle, der sogenannte  „Silberne Drache“, auftritt. Ende August oder Anfang September fließt die Bore in die Bucht von Hangzhou hinein und rollt den Fluss Qiantang Richtung Haining mit einer Geschwindigkeit von 25–40 Kilometern pro Stunde hinauf.[1][2]

### Südamerika
- Amazonas, wird bei niedriger Wasserführung im Februar/März bei Springflut bis zu 5 Meter hoch und bis zu 65 Kilometer pro Stunde schnell. Die Welle, die aufgrund ihres lauten Grollens von den Indianern Pororoca (großer Lärm) genannt wird, wälzt sich bis zu 800 km (Stadt Óbidos) flussaufwärts. Seit 1996 wird auf ihr gesurft.[3]

### Nordamerika

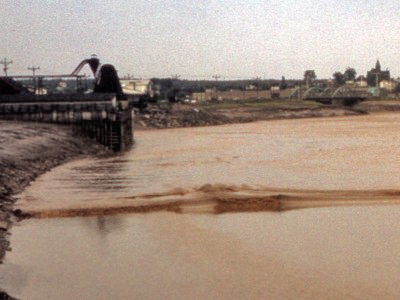
Gezeitenwelle am Petitcodiac River

- Petitcodiac in der Bay of Fundy, Neubraunschweig, Kanada, ehemals die größte Gezeitenwelle Nordamerikas, bis zu 7,5 Meter hoch. Nach dem Bau eines Straßendamms 1968 und der durch ihn verursachten Versandung des Flusses war sie jedoch bedeutend kleiner. Seit der Öffnung des Damms 2010 wächst sie wieder an.[4]
- Shubenacadie River, auch in der Bay of Fundy, Neuschottland
- Der Turnagain-Arm des Cook Inlet, Alaska, bis zu 2 Meter hoch und 20 Kilometer pro Stunde schnell

### Europa
- Dee, Wales/England

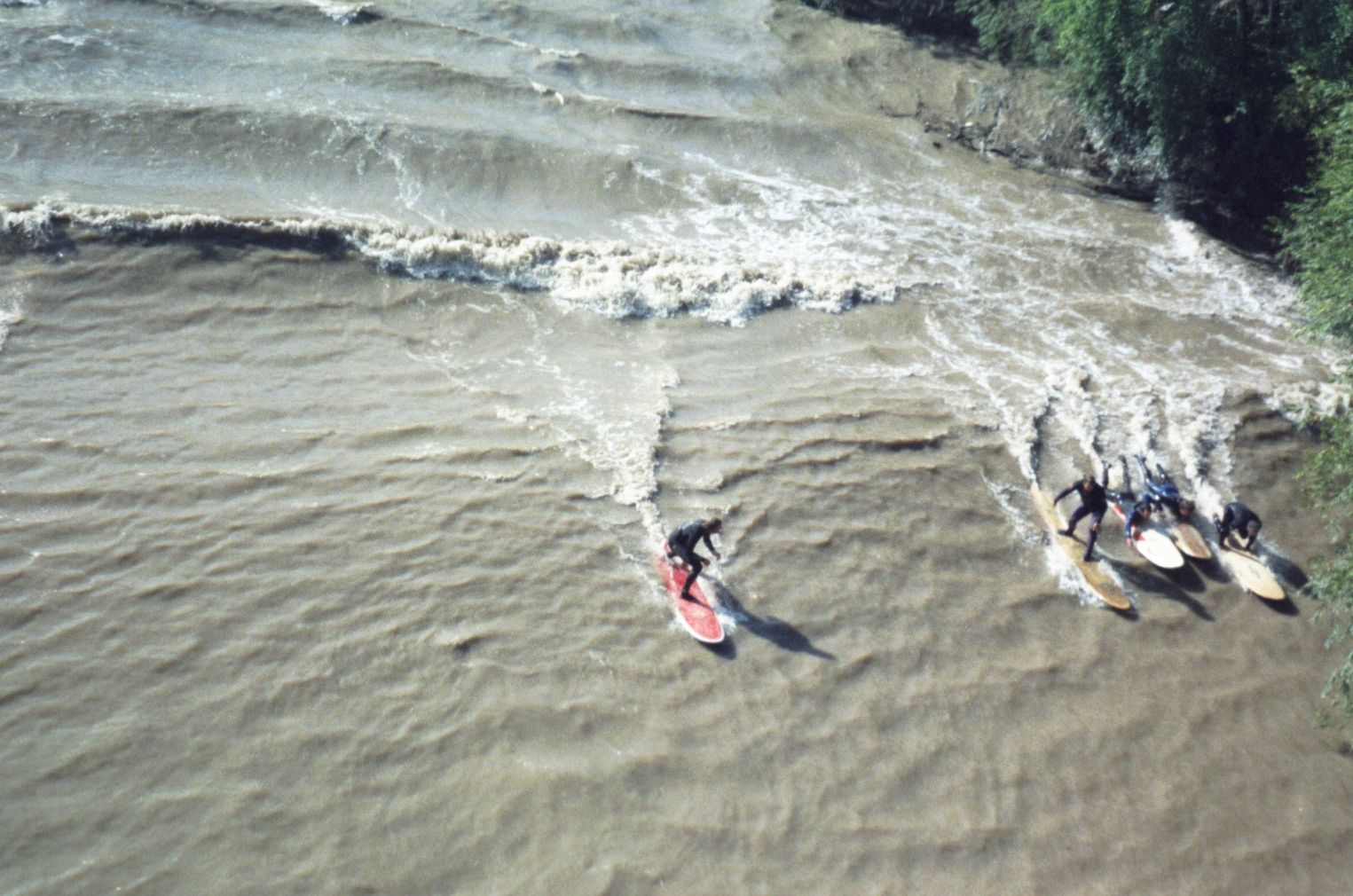
Surfer auf der Gezeitenwelle des Severn in UK

- Ems, Niedersachsen/Deutschland; bis 1,5 m Höhe
- River Mersey, England
- Severn, Wales/England; bis zu 2 Meter hoch
- River Trent, und andere Zuläufe des Humber in England
- River Parrett, England
- River Kent, England
- Great Ouse, England
- Eden, England
- River Esk, Schottland
- Gironde und Garonne bzw. Dordogne, Frankreich
- Baie du Mont Saint Michel in der Normandie, Frankreich, wo die Sélune, Sées und der Couesnon zusammen in die Bucht fließen

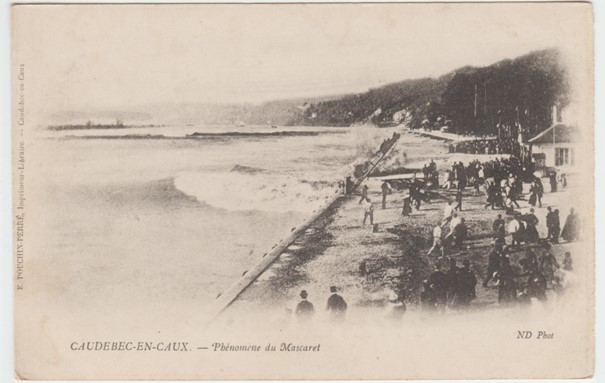
Die Gezeitenwelleim der Seine, „Mascaret“ genannt erreicht Caudebec-en-Caux.

Auf der Seine (Frankreich) gab es bis in die 1960er-Jahre eine bedeutende Gezeitenwelle („le mascaret“), die aber durch Baggerarbeiten praktisch zerstört wurde. Schwächere Gezeitenströme auf der Weser (bis Bremen-Vegesack sichtbar) sowie der Elbe sowie nach nahezu jedem Niedrigwasser auf der Ems. Auf der Ems wurde sie im 19. Jahrhundert als Bare bezeichnet.

### Australien und Ozeanien
- Styx River, Queensland, Australien
- Daly River, Northern Territory, Australien